# Myrfåglar
Myrfåglar (Thamnophilidae), är en mycket stor familj av tättingar som återfinns i subtropiska och tropiska Central- och Sydamerika, från Mexiko till Argentina. Det finns mer än 200 arter, uppdelad i cirka 45 släkten och familjen omfattar arter som bär trivialnamnen myrtörnskator, myrfåglar, myrvireor, myrsmygar och eldögon. De är besläktade med myrtrastar, myrpittor, tapakuler, månbröst, knottfåglar och ugnfåglar.
Myrfåglar är generellt små fåglar med rundade vingar och kraftiga ben. Deras fjäderdräkt består oftast av dovt gråa, vita, bruna och roströda färger, och de uppvisar sexuell dimorfism både vad gäller färger och teckning. Vissa arter varnar rivaler genom att visa upp vita fjäderpartier på ryggen och skuldrorna. Merparten har kraftiga näbbar och de flesta har en nedåtböjd näbbspets.
Flertalet lever i skogsbiotoper, men vissa återfinns i andra biotoper. De lever främst av insekter och andra leddjur, men vissa tar även mindre ryggradsdjur. Flertalet tar sina byten i skogens undervegetation eller något högre upp men ett fåtal födosöker också uppe i trädkronorna eller direkt på marken. Vid födosök bildar många arter blandflockar med andra arter.
Myrfåglar lever i monogama förhållanden, bildar par som varar hela livet och är territoriella. De lägger vanligtvis två ägg i ett bo som antingen är upphängt i grenar eller placeras på en gren, stubbe eller kulle på marken. Båda föräldrarna ruvar äggen och tar hand om och matar ungarna i boet. När ungarna är flygga tar föräldrarna hand om den ena ungen var.
Åtta arter kategoriseras som starkt utrotningshotade på grund av mänsklig påverkan, tre arter akut. De är dock inte utsatta för vare sig burfågelsjakt eller annan typ av jakt. Det huvudsakliga hotet mot arterna utgörs av förlust och fragmentisering av habitatområden, vilket i sin tur bland annat leder till ökad bopredation.

## Systematik
Myrfågelfamiljen Thamnophilidae behandlades tidigare som underfamiljen Thamnophilinae inom den mycket stora familjen Formicariidae, som även omfattade myrtrastar och myrpittor. Då kallades familjen "myrfåglar" och arterna inom Thamnophilinae kallades "egentliga myrfåglar". I denna artikel syftar myrfåglar på familjen Thamnophilidae.
Thamnophilidae urskildes från Formicariidae, som idag endast består av myrtrastar, på grund av upptäckten av skillnader i strukturen på bröstbenet (sternum) och s9yrinx, och på grund av resultaten från Sibley och Ahlquists undersökning av DNA-DNA hybridisering. Myrfåglarna ingår i infraordningen subosciner.
Familjen består av mer än 200 arter, uppdelad i cirka 45 släkten och omfattar arter som bär trivialnamnen myrsmygar, myrvireor, myrfåglar och myrtörnskator vilket refererar till deras storlek – som ökar i denna ordning, men med vissa undantag – och inte till någon morfologisk likhet med vireor, törnskator, och så vidare. Dessa trivialnamn återspeglar heller inte familjens inre systematik. Sentida DNA-studier har kullkastat tidigare teorier om släktskap arterna emellan. Detta har lett till att flera stora släkten, bland annat Myrmeciza, delats upp i ett antal mindre.

## Släkten inom familjen
Listan nedan följer AviList.
- Myrmornis – vaktelmyrfågel
- Pygiptila – stjärnmyrfågel
- Thamnistes – två arter myrfåglar
- Euchrepomis – fyra arter flamryggar, tidigare i Terenura

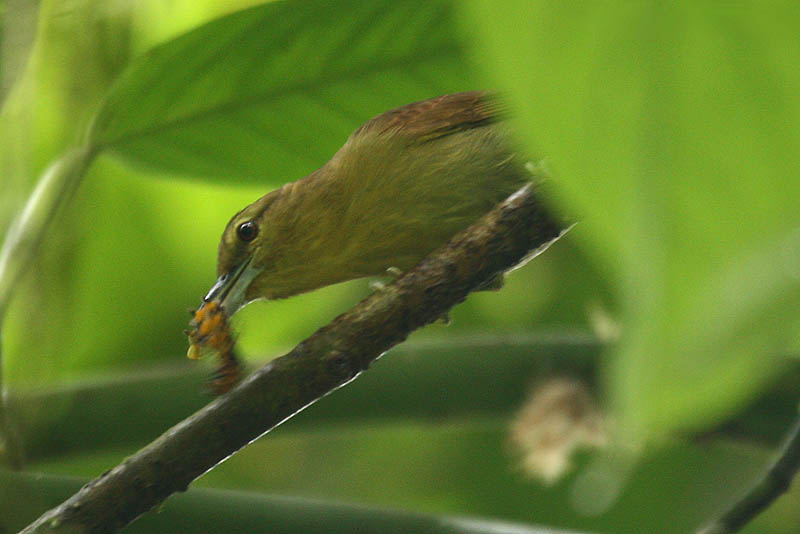
Rödbrun myrfågel (Thamnistes anabatinus)

- Myrmorchilus – strimryggig myrfågel
- Microrhopias – prickvingad myrfågel
- Aprositornis – yapacanamyrfågel, tidigare i Myrmeciza
- Ammonastes – gråbukig myrfågel, tidigare i Myrmeciza
- Myrmophylax – svartstrupig myrfågel, tidigare i Myrmeciza
- Neoctantes – helikoniamyrfågel
- Clytoctantes – två arter myrfåglar
- Epinecrophylla – åtta arter strimstrupar, tidigare i Myrmotherula

- Terenura – två arter myrsmygar

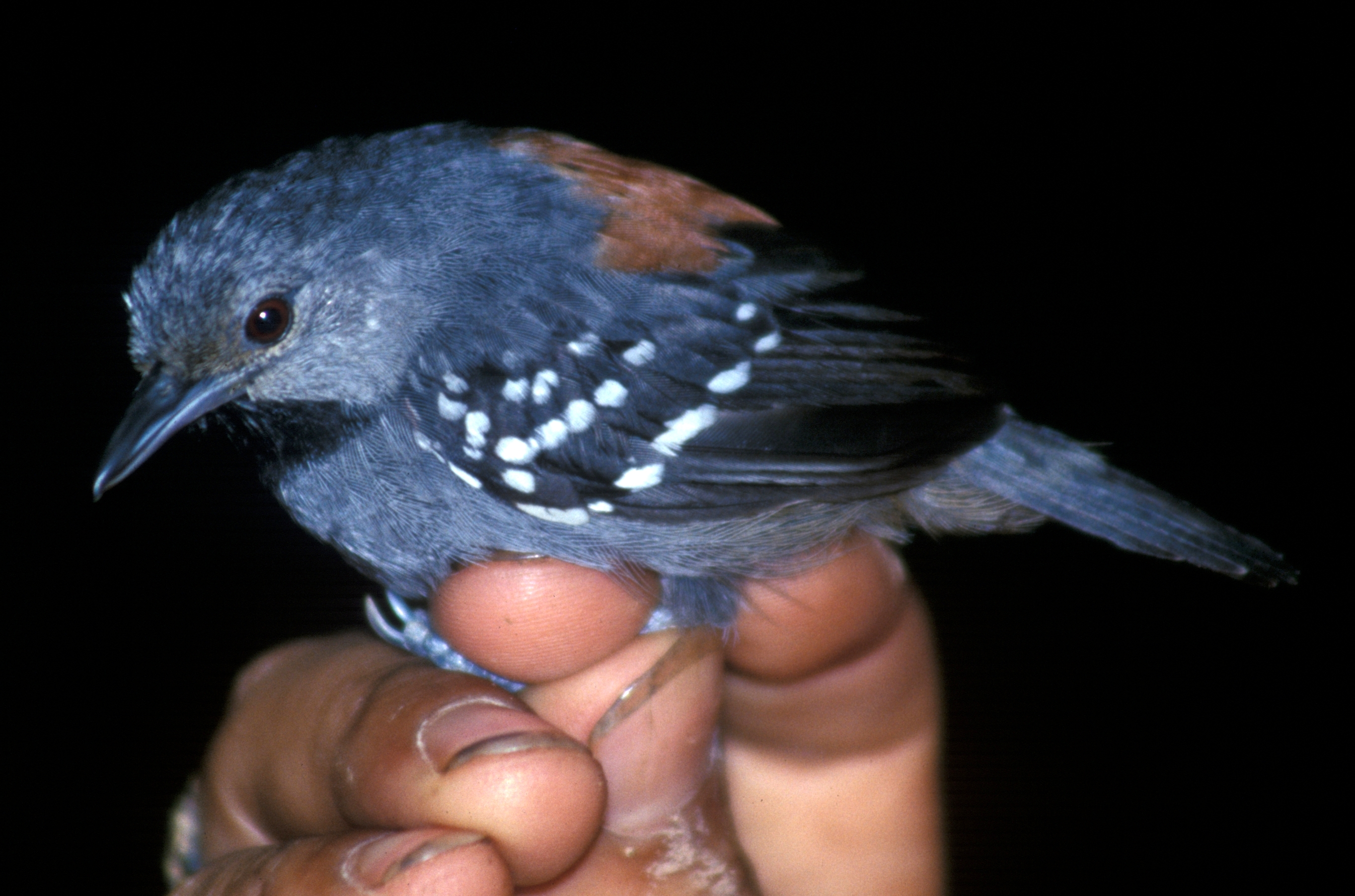
Praktstrimhake (Epinecrophylla ornata)

- Myrmochanes – ömyrsmyg, troligen del av Myrmotherula
- Myrmotherula – 25 arter myrsmygar, möjligen parafyletisk
- Formicivora – 9 arter myrsmygar

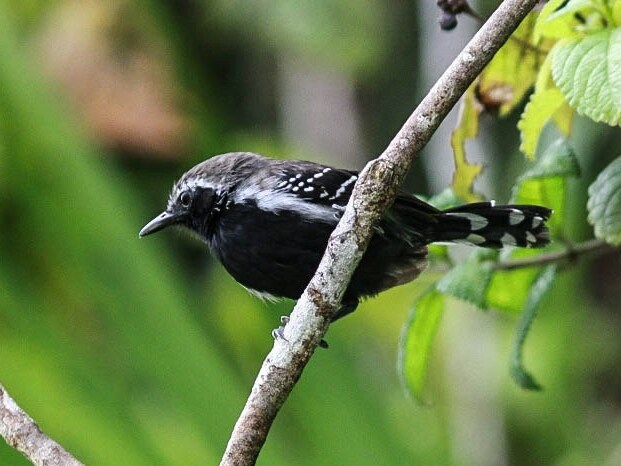
Vitrandad myrsmyg (Formicivora grisea)

- Isleria – två arter myrfåglar, tidigare i Myrmotherula
- Xenornis – fläckig myrtörnskata
- Thamnomanes – fyra arter myrtörnskator
- Megastictus – pärlmyrtörnskata
- Rhopias – stjärnstrupig myrfågel, tidigare i Myrmotherula
- Dichrozona – bandmyrfågel
- Cymbilaimus – två arter myrtörnskator
- Taraba – större myrtörnskata
- Hypoedaleus – fläckryggig myrtörnskata
- Batara – jättemyrtörnskata
- Mackenziaena – två arter myrtörnskator
- Frederickena – tre arter myrtörnskator
- Sakesphoroides – silverkindad myrtörnskata, tidigare i Sakesphorus
- Biatas – vitskäggig myrtörnskata
- Radinopsyche – caatingamyrvireo, tidigare i Herpsilochmus
- Dysithamnus – åtta arter myrvireor
- Herpsilochmus – 17 arter myrvireor
- Sakesphorus – två arter myrtörnskator
- Thamnophilus – 30 arter myrtörnskator
- Phaenostictus – pärlmyrfågel
- Pithys – två arter myrfåglar
- Willisornis – två arter myrfåglar
- Phlegopsis – tre arter myrfåglar, inklusive Skutchia
- Oneillornis – två arter myrfåglar, tidigare i Gymnopithys
- Gymnopithys – tre arter myrfåglar
- Rhegmatorhina – fem arter myrfåglar
- Cercomacra – sju arter myrfåglar
- Cercomacroides – sex arter myrfåglar, tidigare i Cercomacra
- Sciaphylax – två arter myrfåglar, tidigare i Myrmeciza
- Hypocnemis – åtta arter myrfåglar
- Drymophila – elva arter myrfåglar

- Poliocrania – brunryggig myrfågel

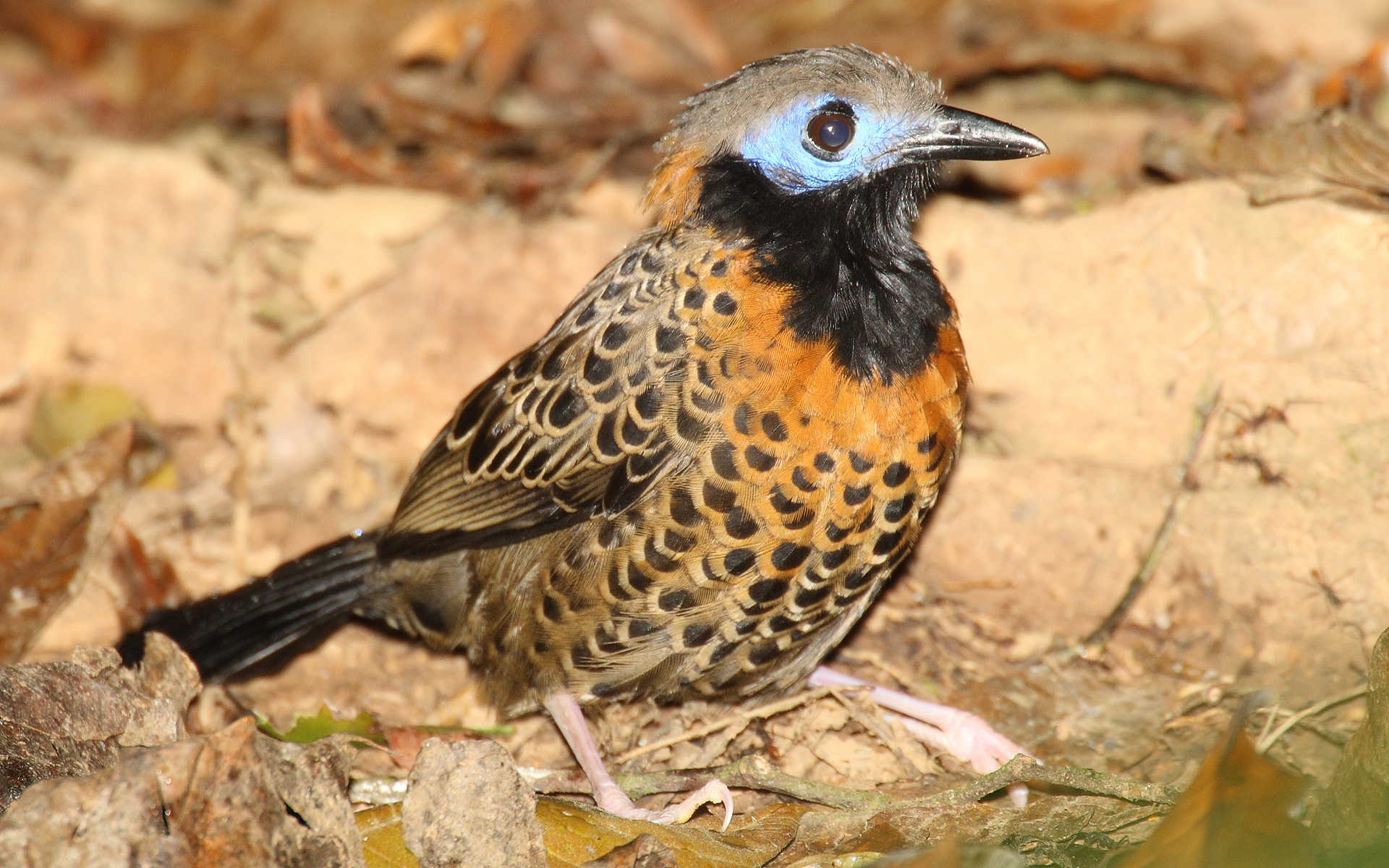
Pärlmyrfågel (Phaenostictus mcleannani)

- Ampelornis – gråhuvad myrfågel, tidigare i Myrmeciza
- Sipia – fyra arter myrfåglar, tidigare i Myrmeciza
- Myrmoderus – fem arter myrfåglar
- Hypocnemoides – två arter myrfåglar
- Hylophylax – tre arter myrfåglar
- Sclateria – silvermyrfågel
- Myrmelastes – åtta arter myrfåglar, tidigare i Myrmeciza och Percnostola
- Myrmeciza – vitbukig myrfågel
- Rhopornis – rödögd myrfågel
- Myrmoborus – fem arter myrfåglar
- Pyriglena – fem arter eldögon
- Gymnocichla – blåhuvad myrfågel
- Akletos – två arter myrfåglar, tidigare i Myrmeciza
- Percnostola – två arter myrfåglar
- Hafferia – tre arter myrfåglar, tidigare i Myrmeciza

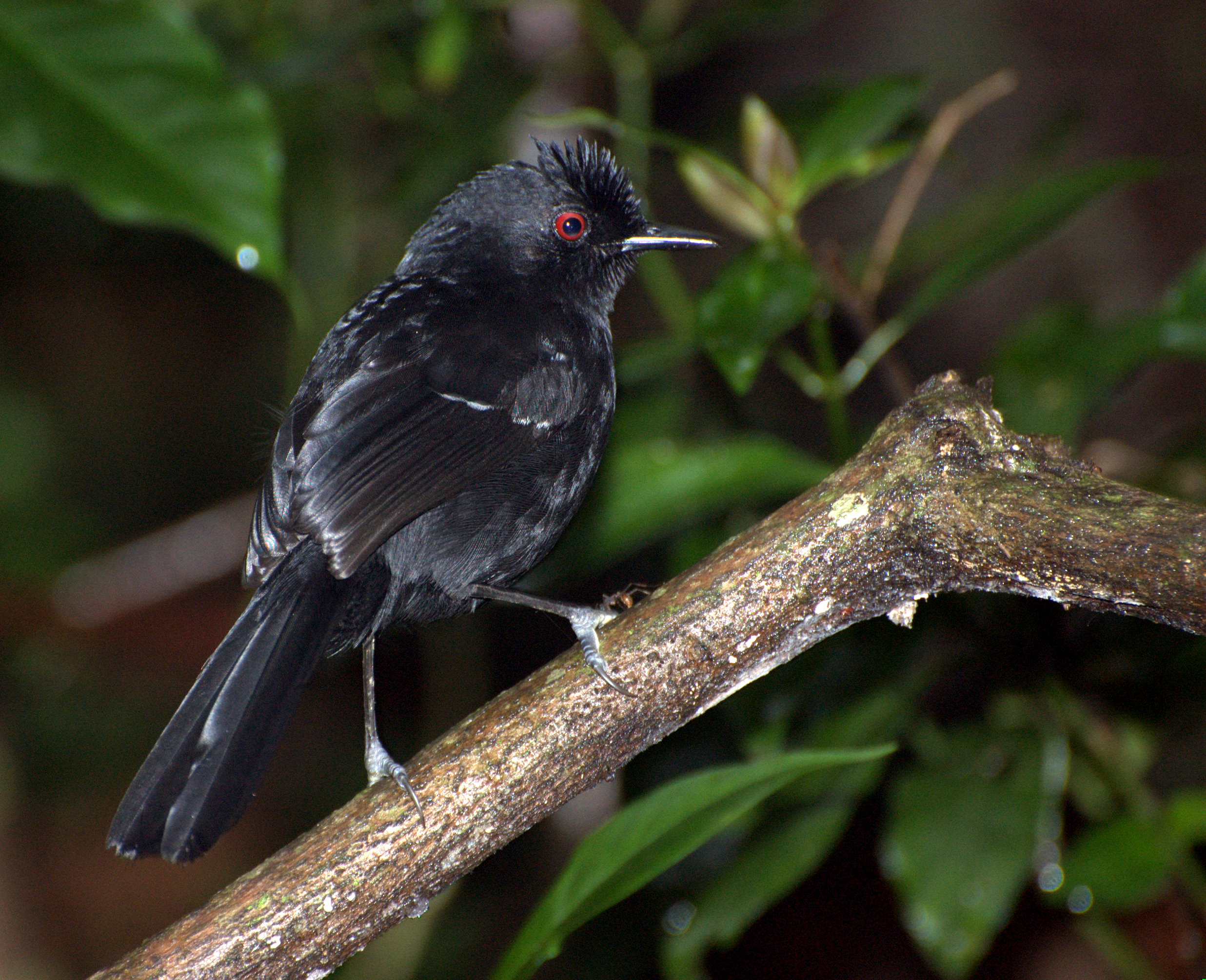
Vitskuldrat eldöga (Pyriglena leucoptera)